# Trichoglossum tetrasporum
Trichoglossum tetrasporum är en svampart som beskrevs av Sinden & Fitzp. 1930. Trichoglossum tetrasporum ingår i släktet Trichoglossum och familjen Geoglossaceae.   Inga underarter finns listade i Catalogue of Life.